# You Don't Know My Name
You Don't Know My Name is een nummer dat is geschreven door de Amerikaanse Soul/r&b-zangeres Alicia Keys, voor haar tweede studioalbum The Diary of Alicia Keys. Het werd de eerste single voor het album, en kwam uit in november 2003. In Amerika kwam de single op nummer 3 in de "Billboard Hot 100", en bleef in de "Hot R&B/Hip-Hop Songs" acht weken op één staan. In 2005 won het een Grammy voor "Beste r&b nummer" en in 2004 won het ook een Soul Train Music Award voor "Beste r&b/soul single, vrouwen".

## Hitnotering
| Hitlijst (2003)                             | Hoogste positie |
| ------------------------------------------- | --------------- |
| Zweden                                      | 54              |
| Zwitserland                                 | 26              |
| Verenigd Koninkrijk                         | 19              |
| Amerikaanse Billboard Hot R&B/Hip-Hop Songs | 1               |
| Hitlijst (2004)                             | Hoogste positie |
| Oostenrijk                                  | 48              |
| Canada                                      | 19              |
| Nederland                                   | 9               |
| Europa                                      | 62              |
| Frankrijk                                   | 43              |
| Duitsland                                   | 68              |
| Ierland                                     | 33              |
| Italië                                      | 17              |
| Amerikaanse Billboard Hot 100               | 3               |